# Playa de Adormideras
La playa de Adormideras (en gallego: Praia de Durmideiras) es una pequeña cala urbana situada al norte de la ciudad de La Coruña (Galicia, España).
Tiene 10 metros de largo por 30 de ancho. Su arena es fina y el oleaje moderado. Está prohibido el acceso con animales.
Se puede llegar a ella a través de las líneas de autobús 3, 3A y 5.

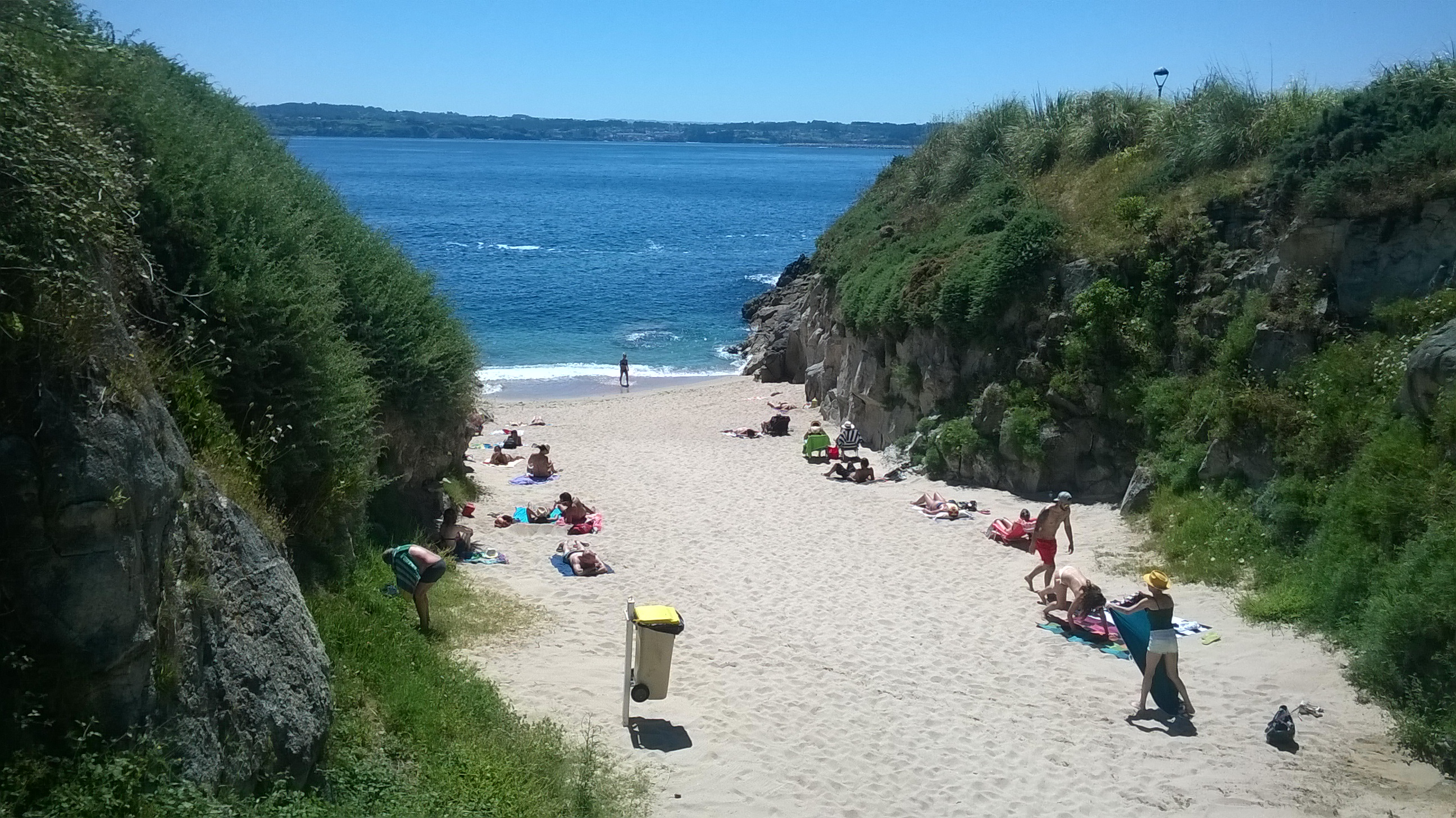
La discreta playa de Adormideras.